# ديركسية صمغية
ديركسية صمغية (الاسم العلمي: Derxia gummosa) هي نوع من البكتيريا، سلبية الغرام، تتبع جنس الديركسية.